# Cercotrichas
Genre
Le genre Cercotrichas regroupe dix espèces d'oiseaux appartenant à la famille des Muscicapidae, dont neuf étaient auparavant placées dans le genre Erythropygia A. Smith, 1836.

## Taxonomie
S'appuyant sur diverses études phylogéniques montrant que les espèces du genre Erythropygia et du genre Cercotrichas sont des taxons frères, le Congrès ornithologique international (classification version 4.1, 2014) déplace toutes ses espèces vers le genre Cercotrichas (qui a la priorité car il est antérieur). En 2023 cinq d'entre elles furent transférées au genre Tychaedon.

### Liste d'espèces
D'après la classification de référence du Congrès ornithologique international (15.1, 2025) (ordre phylogénique) :
- Cercotrichas paena – Agrobate du Kalahari
- Cercotrichas podobe – Agrobate podobé
- Cercotrichas galactotes – Agrobate roux
- Cercotrichas hartlaubi – Agrobate à dos brun
- Cercotrichas leucophrys – Agrobate à dos roux